# Weinmannia corocoroensis
Weinmannia corocoroensis är en tvåhjärtbladig växtart som beskrevs av J. Bradford & P.E. Berry. Weinmannia corocoroensis ingår i släktet Weinmannia och familjen Cunoniaceae. Inga underarter finns listade i Catalogue of Life.